# The Brainy Bunch
"The Brainy Bunch"(넷플릭스 제목: 브레이니 번치)는 미국의 판타지 코미디 텔레비전 시리즈 《굿 플레이스》 세 번째 시즌의 세 번째 에피소드이자 시리즈 전체로 따지면 29번째 에피소드이다. 주드 웽이 감독을 맡았고 댄 스코필드가 각본을 맡았으며, 2018년 10월 4일에 NBC에서 처음 방영되었다.

## 줄거리
트레버는 인간들을 방해하려 한다. 치디에게는 연구 대상자들과의 친분이 연구 결과에 부정적인 영향을 끼칠 수 있다고 이야기해 치디가 다른 사람들과의 관계에서 멀어지도록 한다. 다음으로 제이슨과 타하니를 의미 없는 일회성 관계로 만들고, 동시에 자신은 억지스러운 애정 공세로 사람들을 괴롭힌다. 마이클과 재닛은 지구에 다시 오지만 트레버를 떼어놓는데 어려움을 겪고, 재닛은 자신이 물건을 소환할 수 없다는 사실에 당황한다. 제이슨은 술에 취한 타하니를 집에 안전하게 데려다 주지만, 둘의 관계는 순수한 친구 사이로 남는다. 엘리너는 치디와의 우정을 잃어버리고 더 이상 일대일 수업이 진행되지 않는 데에 슬퍼하며 다음 모임에 불참한다. 시몬의 지지 덕분에 치디는 엘리너에게 자신이 친구임을 확인시켜주고, 이에 엘리너는 계속해서 연구에 참여하기로 한다. 젠 판사는 마이클, 재닛, 트레버를 사후 세계로 소환한 뒤, 트레버만 공허 속으로 던져버린다. 젠은 실험은 끝났다고 선언하며, 이제 네 사람은 스스로의 능력만으로 굿 플레이스에 가야 한다고 이야기한다. 젠은 마이클과 재닛이 배드 플레이스로 돌아오도록 명령한 뒤, 마이클을 은퇴시키고 재닛을 구슬 안에 가두려고 한다. 하지만 재닛의 능력이 되돌아오면서 지구에 있을 때 소환하지 못했던 물체들이 동시다발로 나타나 젠을 당황시키고, 그 사이에 재닛과 마이클은 다시 지구로 도망친다.

## 반응

### 시청률
이 에피소드는 첫 방영 당시 296만 명이 실시간으로 시청했으며, 0.9/4의 시청률을 기록했다. 실시간 시청자 수 기준으로 이 에피소드는 시즌 중 세 번째로 높은 시청률을 기록했다.

### 평가
디 A.V. 클럽의 데니스 퍼킨스는 이 에피소드가 "우리의 예상을 뛰어넘으며" 사후 세계 시스템에 의문을 제기한다고 평하며 B 등급을 매겼다. 퍼킨스는 "오스트레일리아에서 미국식 레스토랑을 억지스럽고 우스꽝스럽게 패러디한 장면"에 대해 부정적으로 평가했다. 벌처의 노엘 머리는 이 에피소드에 대해 "특이하거나 실험적인 면은 없지만", "아주, 아주 재미있고 처음부터 끝까지 보는 즐거움이 있다"고 평하며 5점 만점에 5점을 주었다.
덴 오브 긱의 앨릭 보잘라드는 트레버가 "만만치 않은 상대"라고 평했다. 《엔터테인먼트 위클리》의 대런 프래니치는 이 에피소드에 A 등급을 부여했다.